# Marcin Gołyński
Marcin Grzegorz Gołyński – polski lekarz weterynarii, doktor habilitowany nauk weterynaryjnych, profesor na Uniwersytecie Mikołaja Kopernika w Toruniu w Instytucie Medycyny Weterynaryjnej – jednostka naukowo-dydaktyczna UMK , specjalizuje się w chorobach wewnętrznych zwierząt, dermatologii i endokrynologii.

## Kariera naukowa
W 2002 roku na Akademii Rolniczej w Lublinie uzyskał tytuł lekarza weterynarii. W 2007 roku na Wydziale Medycyny Weterynaryjnej tej samej uczelni uzyskał stopień doktora nauk weterynaryjnych na podstawie rozprawy pt. Wpływ immunostymulacji i suplementacji cynku na przebieg enzootycznej trichofitozy u bydła. W 2018 roku na tym samym wydziale uzyskał stopień doktora habilitowanego nauk weterynaryjnych na podstawie pracy pt. Układowe skutki doświadczalnej i naturalnej niedoczynności tarczycy u zwierząt. W 2019 roku został zatrudniony na Uniwersytecie Mikołaja Kopernika w Toruniu.